# Romain Duris
Romain Duris (ur. 28 maja 1974 w Paryżu) – francuski aktor filmowy.

## Życiorys

### Wczesne lata
Urodził się w Paryżu jako syn inżyniera architekta. Występował na estradzie jako perkusista acid-jazzowego zespołu Kingsize i uczęszczał do szkoły sztuk dekoracyjnych.

### Kariera
W wieku dziewiętnastu lat dostrzegł go na ulicy Bruno Levy, właściciel firmy producenckiej. Rok później Cédric Klapisch wybrał go do roli Tomasia w komedii Młodzi groźni (Le Péril jeune, 1994) u boku Vincenta Elbaza, a także zagrał w dramacie telewizyjnym Wszyscy młodzi w ich wieku (Chacun cherche son chat) – Bracia: Czerwona ruletka (Frères: La roulette rouge, 1994) z Samy Naceri i Saïdem Taghmaoui. Pojawił się też w teledyskach: Princess Eriki „Faut qu'j'travaille” (1995) i Neneh Cherry „Kootchi” (1996).
Za postać paryżanina Stéphane'a zauroczonego kulturą cygańską w dramacie komediowym Tony’ego Gatlifa Dziwny przybysz (Gadjo dilo, 1997) zdobył nominację do nagrody Césara i do nagrody Prix Michel Simon w Saint-Denis. Kolejne nominacje do nagrody Césara i nagrodę Lumiere otrzymał za kreację 24-letniego Arthura w dramacie sci-fi Być może (Peut-être, 1999) i postać wrażliwego pianisty i gangstera Thomasa Seyra w kryminalnym dramacie muzycznym Jacques’a Audiarda W rytmie serca (De battre mon coeur s'est arreté, 2005), za którą zdobył także nominację do Europejskiej Nagrody Filmowej w kategorii najlepszy europejski aktor roku.
Sławę zapewniła mu rola wkraczającego w dorosłe życie Xaviera Rousseau w komedii romantycznej Smak życia (L’Auberge espagnole, 2002) i jej sequelu Smak życia 2 (Les Poupées russes, 2005). Następnie zagrał 22-letniego obciążonego wielkimi długami i prześladowanego przez komorników Moliera w komedii Zakochany Molier (Molière, 2007).
Spotykał się z Élodie Bouchez (1995) i Lisą Faulkner (1995). W 2008 roku związał się z aktorką Olivią Bonamy, z którą ma syna Luigi (ur. 10 lutego 2009).

## Filmografia
| Rok  | Tytuł                                                                          | Rola                      | Reżyser                    |
| ---- | ------------------------------------------------------------------------------ | ------------------------- | -------------------------- |
| 1994 | Młodzi groźni (Le Péril jeune)                                                 | Tomasi                    | Cédric Klapisch            |
| 1994 | Wszyscy młodzi w ich wieku (Tous les garçons et les filles de leur âge..., TV) | Marco                     | Olivier Dahan              |
| 1995 | Wspomnienia młodych palantów (Mémoires d'un jeune con)                         | Luc                       | Patrick Aurignac           |
| 1995 | Wszyscy szukają kota (Chacun cherche son chat)                                 | perkusista                | Cédric Klapisch            |
| 1996 | Mademoiselle Personne                                                          |                           | Pascale Bailly             |
| 1996 | 56 razy na tydzień (56 fois par semaine, film krótkometrażowy)                 |                           | Raphaël Fejtö              |
| 1997 | Doberman (Dobermann)                                                           | Manu                      | Jan Kounen                 |
| 1997 | Gadjo dilo                                                                     | Stéphane                  | Tony Gatlif                |
| 1997 | Martwi za życia (Déjà mort)                                                    | Romain                    | Olivier Dahan              |
| 1998 | Zrodzony z bociana (Je suis né d'une cigogne),                                 | Otto                      | Tony Gatlif                |
| 1998 | Kidnaperzy (Les Kidnappeurs)                                                   | Zéro                      | Graham Guit                |
| 1999 | Być może (Peut-être),                                                          | Arthur                    | Cédric Klapisch            |
| 2001 | Tomcio Paluch (Le Petit Poucet)                                                | strażnik królowej         | Olivier Dahan              |
| 2001 | Jest światłość (Being Light)                                                   | Maxime Lecocq             | Jean-Marc Barr             |
| 2001 | Siedemnaście razy Cecile Cassard (17 fois Cécile Cassard)                      | Matthieu                  | Christophe Honoré          |
| 2001 | CQ                                                                             | filmowiec hipis           | Roman Coppola              |
| 2002 | 17 razy Cecile Cassard (Filles perdues, cheveux gras),                         | Mathieu                   | Claude Duty                |
| 2002 | Adolf (Adolphe)                                                                | d'Erfeuil                 | Benoît Jacquot             |
| 2002 | Nie tak źle (Pas si grave)                                                     | Léo                       | Bernard Rapp               |
| 2002 | Shimkent Hotel                                                                 | Romain                    | Charles de Meaux           |
| 2002 | Smak życia (L’Auberge espagnole),                                              | Xavier                    | Cédric Klapisch            |
| 2002 | Rozwód po francusku (Le Divorce)                                               | Yves                      | James Ivory                |
| 2003 | Kluczyki do samochodu (Les Clefs de bagnole)                                   |                           | Laurent Baffie             |
| 2003 | Osmoza (Osmose)                                                                | Rémi                      | Raphaël Fejtö              |
| 2004 | Exils                                                                          | Zano                      | Tony Gatlif                |
| 2004 | Arsène Lupin                                                                   | Arsène Lupin              | Jean-Paul Salomé           |
| 2005 | W rytmie serca (De battre mon cœur s'est arrêté)                               | Tom                       | Jacques Audiard            |
| 2005 | Smak życia 2 (Les Poupées russes)                                              | Xavier                    | Cédric Klapisch            |
| 2006 | W Paryżu (Dans Paris)                                                          | Paul                      | Christophe Honoré          |
| 2007 | Zakochany Molier (Molière),                                                    | Molier                    | Laurent Tirard             |
| 2007 | Wiek męski - teraz albo nigdy (L'Âge d'homme... maintenant ou jamais !)        | Samuel / Léonard de Vinci | Raphaël Fejtö              |
| 2008 | Niebo nad Paryżem (Paris)                                                      | Pierre                    | Cédric Klapisch            |
| 2008 | Potem (Et après),                                                              | Nathan Del Amico          | Gilles Bourdos             |
| 2009 | Zagubieni w miłości (Persécution)                                              | Daniel                    | Patrice Chéreau            |
| 2010 | Heartbreaker. Licencja na uwodzenie (L'Arnacœur)                               | Alex Lippi                | Pascal Chaumeil            |
| 2010 | Człowiek, który chciał żyć swoim życiem (L’homme qui voulait vivre sa vie)     | Paul Exben                | Éric Lartigau              |
| 2010 | Zaplątani (Tangled)                                                            | Flynn Rider               | Nathan Greno, Byron Howard |
| 2012 | Wspaniała (Populaire)                                                          | Louis Échard              | Régis Roinsard             |
| 2013 | Dziewczyna z lilią (L'Écume des jours)                                         | Colin                     | Michel Gondry              |
| 2013 | Smak życia 3, czyli chińska układanka (Casse-tête chinois)                     | Xavier Rousseau           | Cédric Klapisch            |
| 2014 | Nowa dziewczyna (Une nouvelle)                                                 | David                     | François Ozon              |
| 2015 | Démons                                                                         | Franck                    | Marcial Di Fonzo Bo        |